# Dadoychus flavocinctus
Dadoychus flavocinctus là một loài bọ cánh cứng trong họ Cerambycidae.